# 加藤澤男

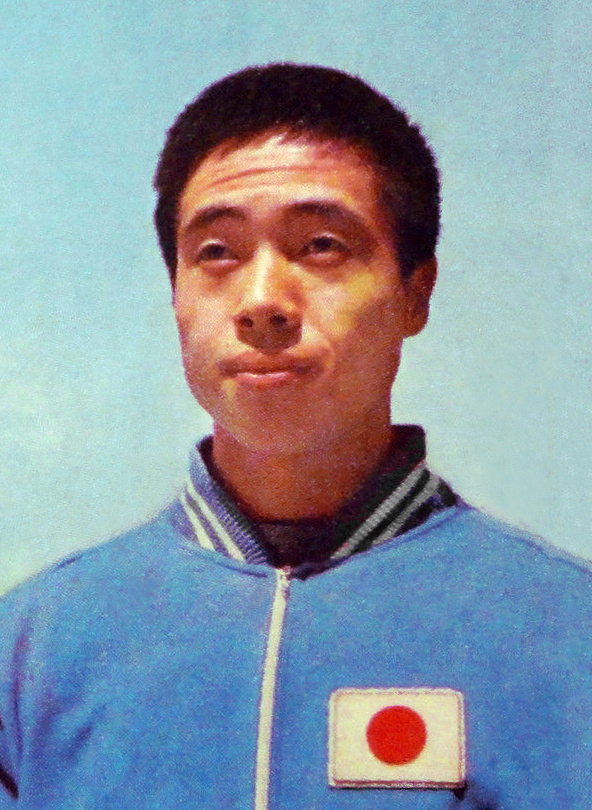
加藤泽男（1970年）

加藤澤男（日语：／ Katō Sawao，1946年10月11日—）是一位日本體操選手，出生於新潟縣五泉市，畢業於新潟縣立新潟南高中及東京教育大學（現在的筑波大學）。他總共奪得12面奧運獎牌，其中8面是金牌，成為奧運史上最成功的運動員之一，也是奪得最多金牌的男子體操運動員。

## 運動員生涯
加藤澤男首次參加奧運是1968年墨西哥奧運，幫助日本奪得男子體操團體金牌，完成男子體操的3連霸。他也贏得個人全能與自由體操的金牌及吊環銅牌。
在4年之後，加藤澤男繼續參加1972年的慕尼黑奧運，總共奪得5面獎牌。他奪得雙槓金牌、鞍馬及單槓銀牌，並在個人全能與團體賽分別完成2連霸及4連霸。
加藤澤男在1974年一次練習中，因為從單槓上摔下而導致肩膀脫臼，不過被醫生治療之前，他迴轉了手臂幾圈，並在幾分鐘後再度跳上單槓，試圖完成練習。
他試圖在1976年的蒙特婁奧運再度奪得個人全能金牌，不過最後以1分之差敗給蘇聯的尼庫萊·安德里亞諾夫，只獲得銀牌，而安德里亞諾夫則在這屆奧運總共奪得4面金牌。儘管如此，加藤澤男仍然連續3屆奧運在個人全能奪得獎牌。雖然日本與蘇聯之間的競爭相當激烈，不過最後他還是幫助日本完成在男子體操團體賽的5連霸，並在雙槓再度奪得金牌。在蒙特婁奧運之後，加藤澤男成為奧運奪得8面金牌以上的10位運動員之一，也是奪得最多獎牌的日本運動員。
儘管加藤澤男在奧運會場上表現出色，不過他未曾參加過世界體操錦標賽。在參加過3屆奧運會之後，加藤澤男於1977年正式退役。

## 退休之後
從運動員退休之後，加藤澤男後來成為國際體操聯合會的裁判，並在1992年被國際體操聯合會選為男子技術委員會的副會長。
加藤澤男於1999年5月被世界體育記者協會選為20世紀最偉大的25位運動員之一，也是唯一一位日本運動員。他在2001年進入國際體操名人堂的行列。
2004年雅典奧運時，加藤澤男捲入一起爭議事件，當時他對於美國體操選手布雷特·麥克盧爾（Brett McClure）單槓表演的流程與總裁判的意見相左。後來導致布雷特·麥克盧爾以不同的一套流程來比賽，使得他表現不佳，這可能造成美國最後只奪得銀牌。
目前加藤澤男在日本筑波大學擔任教職。